# 야마다 이스즈
야마다 이스즈(일본어: 山田 五十鈴, 1917년 2월 5일 ~ 2012년 7월 9일)는 일본의 배우이다.

## 출연 작품
- 검객 (1984)
- 유생일족의 음모 (1978)
- 모주 (1961)
- 오사카 캐슬 스토리 (1961)
- 요짐보 (1961)
- 도련님 (1960)
- 시즌 오브 더 위치 (1958)
- 포렴 (1958)
- 밑바닥 (1957)
- 동경의 황혼 (1957)
- 거미의 성 (1957)
- 흐르다 (1956)
- 아이 스레바 코소 (1955)
- 억만장자 (1954)
- 현대인 (1952)
- 홈 스위트 홈 (1951)
- 명도미녀환 (1945)
- 초롱불 노래 (1943)
- 츠루하치 츠루지로 (1938)
- 기원의 자매 (1936)
- 오사카 엘레지 (1936)
- 오이즈루, 종이학 오센 (1935)
- 애증상 (1934)